# (9354) 1991 VF7
A (9354) 1991 VF7 a Naprendszer kisbolygóövében található aszteroida. Ueda Szeidzsi és Kaneda Hirosi fedezte fel 1991. november 11-én.